# Lispoides elegantula
Lispoides elegantula är en tvåvingeart som beskrevs av Adrian C. Pont 1972. Lispoides elegantula ingår i släktet Lispoides och familjen husflugor.
Artens utbredningsområde är Bolivia. Inga underarter finns listade i Catalogue of Life.